# I. e. 143
Évszázadok: i. e. 3. század – i. e. 2. század – i. e. 1. század
Évtizedek: i. e. 190-es évek – i. e. 180-as évek – i. e. 170-es évek – i. e. 160-as évek – i. e. 150-es évek – i. e. 140-es évek – i. e. 130-as évek – i. e. 120-as évek – i. e. 110-es évek – i. e. 100-as évek – i. e. 90-es évek
Évek: i. e. 148 – i. e. 147 – i. e. 146 – i. e. 145 –  i. e. 144 – i. e. 143 – i. e. 142 – i. e. 141 – i. e. 140 – i. e. 139 – i. e. 138

## Események

### Róma
- Appius Claudius Pulchert és Quintus Caecilius Metellus Macedonicust választják consulnak.
- Hispania ulterior provinciában Quinctius praetor kisebb sikereket ér el a Viriathus vezette luzitán felkelőkkel szemben, de azok megtámadják Bastetaniát, Quinctius mpedig visszavonul Cordubába.
- Metellus consul 30 ezre sereggel megérkezik Hispániába, hogy leverje a keltiberek lázadását és több városukat elfoglalja, hogy elszigetelje a lázadás központját, Numantiát. Elkezdődik a második numantiai háború.
- Pulcher consult Gallia Cisalpinába küldik egy kisebb konfliktus elsimítására, de a szenátus jóváhagyása nélkül megtámadja a gall salasses törzset. Kezdeti vereség után legyőzi őket, majd visszatér Rómába és diadalmenetet követel, amit a szenátus megtagad tőle. Pulcher a saját költségén szervez egy diadalmenetet és amikor egy tribunus megpróbálja megállítani és leszállítani a harci szekeréről, Vesta-szűz lánya védelmében folytatja a ceremóniát.

### Hellenisztikus birodalmak
- Diodotosz Trüphón szeleukida régens aggasztónak találja Jonatán Makkabeus nagyra nőtt hatalmát, ezért meghívja egy baráti megbeszélésre, ahol elfogatja Jonatánt, ezerfős kíséretét pedig lemészároltatja. Júdea határán találkozik Jonatán testvérének, Simon Makkabeusnak a hadával. Trüphón száz talentumot kér Jonatán szabadon engedéséért, de amikor megkapja, mégis kivégezteti a zsidó vezért.

## Születések
- Marcus Antonius Orator, római államférfi

## Halálozások
- Jonatán Makkabeus, zsidó hadvezér és jeruzsálemi főpap
- Szamothrakéi Arisztarkhosz, görög grammatikus

## Fordítás
- Ez a szócikk részben vagy egészben  a(z)   143 av. J.-C. című francia Wikipédia-szócikk ezen változatának fordításán alapul.  Az eredeti cikk szerkesztőit annak laptörténete sorolja fel. Ez a jelzés csupán a megfogalmazás eredetét és a szerzői jogokat jelzi, nem szolgál a cikkben szereplő információk forrásmegjelöléseként.